# Wohnhaus Am Günnemoor 12
Das Wohnhaus Am Günnemoor 12 östlich des Kleinbahnhofs in der niedersächsischen Stadt Osterholz-Scharmbeck Ortsteil Teufelsmoor stammt vom Anfang des 20. Jahrhunderts. Aktuell (2025) wird es als Wohnhaus genutzt.
Das Gebäude steht unter Denkmalschutz (siehe auch Liste der Baudenkmale in Osterholz-Scharmbeck).

## Geschichte und Beschreibung
Der Ort Teufelsmoor auf der Osterholzer Geest am Rand der Landschaft Teufelsmoor stammt aus dem 14. Jahrhundert und ist als Reihendorf durch die Landwirtschaft geprägt.
Das ein- bis zweigeschossige traufständige Gebäude auf hohem Putzsockel mit ziegelgedeckter bewegter Dachlandschaft als Walmdach und Krüppelwalmdach sowie dem Drempelgeschoss in Fachwerk mit hellen Steinausfachungen wurde 1907 (Inschrift) gebaut. Das verklinkerte Erdgeschoss wurde durch rundbogige Fenster gestaltet. Das Haus gehört zu eine Hofanlage mit dem nicht denkmalgeschützten Wirtschaftsgebäude in Fachwerk und dem Verbindungstrakt.
Das Landesdenkmalamt befand u. a.: „… typisches, gleichzeitig aber besonders aufwändig gestaltetes Gebäude der Zeit um 1900 …“
In der Nachbarschaft stehen die Hofanlagen Am Günnemoor Nr. 15 und Nr. 18 sowie das Wohn- und Wirtschaftsgebäude Am Günnemoor 16.